# Quarta campanya de Tamerlà a Geòrgia (1394)
La quarta campanya de Geòrgia fou una expedició militar que va fer Tamerlà a Geòrgia a finals del 1394
Timur va desacampar (octubre de 1394) i es va dirigir a Geòrgia (sud-occidental). Era la tercera vegada que atacava el regne i la segona que ho feia personalment. Després de devastar algunes terres es va dirigir cap a les comunitats georgianes de la Vall d'Aragvi, terres que el Zafarnama anomena Kara-Kalkanlik ("Piolets negres", és a dir, els muntanyencs de Geòrgia oriental: els pshavs i els khevsurs), que s'havien fortificat en castells que foren ocupats i destruïts i el territori i les poblacions saquejats i molts habitants foren massacrats.
Va acampar algun temps a una plana per donar descans a l'exèrcit i d'allí va avançar passant al costat de Tiflis i després va seguir endavant en direcció a Xaki; a la plana de Shaki va acampar i va enviar als amirs Jahan Shah Bahadur i Hajji Saif al-Din Barles a saquejar les terres d'un príncep georgià anomenat Bertaz. Van assolar les seves planes i muntanyes i van fer presoners als habitants als que van portar com esclaus al campament.
A l'amir Xaikh Nur al-Din, fill de Sarbugha el va enviar a unes muntanyes anomenades el Kuhistan de Geòrgia que va atacar, però el príncep de Xaki, Sidi Ali Arlat, de la dinastia Arlat, va fugir abandonant el territori a mans de Nur al-Din, sense oposició; les cases foren destruïdes i el país devastat i saquejat i abans de marxar cap al campament imperial, tot fou cremat.
Llavors es van tenir notícia de que a través de Xirvan havien entrat tropes de Toktamix que manades pels prínceps tuluïdes Ali Aghlan, Ilies Aghlan, Aissa Beg i Yagli Beg, havien creuat per Derbent i havien devastat algunes comarques dependents de Shirwan, Aquestes notícies van arribar a Timur que va decidir abandonar la campanya de Geòrgia i Xaki i es va dirigir cap a Xirvan a enfrontar a les tropes kiptxaks que només saber que Timur anava cap allà es van retirar apresuradament.
Timur va seguir el curs del Kura i va decidir acampar a la zona per passar el hivern. El millor punt per acampar era la plana de Mahmudabad i ho van fer a Galin Gombed, prop de Prakabad. Timur va cridar a les reines i dames amb els joves prínceps, que van venir des de Sultaniya amb l'equipatge.
Miran Shah també va abandonar el setge d'Alinjak, moderna Alinjakala, antiga ciutat armènia d'Ernjak o Erenchak, prop de Nakhitxevan) per anar al campament imperial i pel camí, a Babi, va saber que havia tingut un fill; Miran Shah ho va comunicar a Timur al arribar, i l'emperador el va anomenar Aiyal (Aighel). Pir Muhammad també va rebre ordre d'anar a Xaki i va abandonar Fars deixant el govern en mans de Sevinjik Bahadur, Hassan Jagadul i Ali Beg ibn Aissa i es va dirigir al campament imperial de hivern on va arribar uns dies després.